# Аліна Левшин
Аліна Левшин (нім. Alina Levshin; *10 вересня 1984, Одеса) — німецька акторка українського походження.

## Біографія
Левшин переїхала з батьками в Берлін в 1991 році в шестирічному віці. Левшин майже 10 років була учасницею дитячого ансамблю в знаменитому « Фрідріхштадт-Паласт». Левшин закінчила Вищу школу кіно і телебачення в Потсдамі в 2010 році.
Почавши зніматися в 2009 році в серіалах та фільмах, вже завоювала всі можливі німецькі кінопризи (Бембі, Deutscher Filmpreis …). Грала і українських повій, і польських партизанок, і німецьких неонацисток, а також психопаток і кримінальних комісарів.

## Громадська позиція
У 2018 підтримала звернення Європейської кіноакадемії на захист ув'язненого у Росії українського режисера Олега Сенцова

## Вибрана фільмографія
- 2009 — Роза Рот (Українська повія)
- 2011 — Воплі забутих (Маріон Сіпнер, студентка)
- 2011 — Воїтельниця (Маріса)
- 2013 — Аляска Йохансон (Вербувальниця)
- 2013 — Наші матері, наші батьки (Аліна, польська єврейка)
- 2015 — Майстер смерті (Марія Цірлер)